# 中尾巧
中尾 巧（なかお たくみ、男性、1947年9月26日 - ）は、日本の元検察官。大阪地方検察庁を中心に異動を繰り返したいわゆる「関西検察」。大阪高等検察庁検事長を最後に退官し、現在は弁護士法人淀屋橋・山上合同に所属する弁護士。
大阪地検特捜部主任検事証拠改ざん事件時の大阪高検検事長だったが、所管の大阪地検の大坪弘道や佐賀元明らから改ざん事実の報告は受けていないとされる。

## 略歴
- 1966年 大阪府立三国丘高等学校卒業[1]
- 1970年 関西大学法学部卒業[1]
- 1970年 司法修習生24期
- 1972年 東京地検検察官任官
  - 同期に大林宏（元検事総長）、横田尤孝（元最高裁判事）、熊﨑勝彦（元最高検公安部長）、三井環（元大阪高検公安部長）
- 1984年 大阪地検特捜部検事
- 1990年 法務省訟務局租税訟務課長[2]
- 1994年 大阪地検特捜部副部長
- 1996年 大阪地検刑事部長
- 1998年 大阪地検次席検事長[2]
- 2000年 法務省入国管理局長[2]
- 2002年 大阪高検次席検事
- 2005年 大阪地検検事正[2]
- 2006年 札幌高検検事長[2]
- 2007年 名古屋高検検事長[2]
- 2009年 大阪高検検事長[2]
- 2010年7月 弁護士登録（大阪弁護士会）、弁護士法人淀屋橋・山上合同顧問[2]
- 2011年 入管協会理事、三ツ星監査役[1]
- 2012年 上組監査役[1]
- 2013年 木下記念事業団理事[1]
- 2016年 関西大学客員教授[1]
- 2017年 三ツ星取締役[1]
- 2020年 国立大学法人神戸大学理事[1]
- 2023年 入管協会会長、日本養殖魚類輸出推進協会監事[1]

## 著書
- 税務訴訟入門（商事法務）
- 検事はその時（PHP研究所）
- 中之島の風景（商事法務）
- 家族を愛する人の相続と贈与の税会話（ダイヤモンドセールス編集企画）
- 海事犯罪－理論と捜査（立花書房・共著）
- 警察公論「「トンボ先生のスケッチ帖」連載
- 検事の軌跡（中央公論新社）